# 홍제사 화강암
홍제사 화강암(洪濟寺 花崗巖, Precambrian Hongjaesa granite)은 대한민국 영남 육괴 북동부 강원특별자치도 태백시, 삼척시 남부와 경상북도 봉화군 석포면, 울진군 일대에 분포하는 선캄브리아기의 조립질 화강암이다. 

## 암석 특성

### 지질시대
홍제사 화강암에 대해, 윤석규와 실베르만(1979)은 730±22 Ma, 김용준과 이대성(1983)은 칼륨-아르곤 연대 측정으로 1714.2±28.1 Ma, 1825±20 Ma, 730±22 Ma, 홍영국과 최태윤(1986)은 1367±29 Ma, 1235±17 Ma, 1209±26 Ma, 768±11 Ma로 보고하였다.
정창식 외(2004)는 루비듐-스트론튬(Rb-Sr) 전암 연령으로 1919±160 Ma (고원생대 오로세이라기), Pb-Pb 연령으로 1899±200 Ma (고원생대)를 보고하였으며 이호선 외(2010)는 2013 +30/-24 Ma (고원생대 오로세이라기)의 저어콘 U-Pb 연대(LA-ICP-MS)를 보고하였다.

### 지하자원
봉화군 지역의 홍제사 화강암 내에는 견운모 광상이 분포하며 이를 채굴하는 대현광산과 성황광산이 있다. 견운모 광상은 열수변질작용에 의해 화강암을 모암으로 한 견운모화작용에 의해 형성되었다. 이곳의 견운모는 화학적으로 일라이트(Illite)에 해당하며 견운모 광상의 형성은 화강암 내 단층 구조와 같은 열극을 통한 열수의 상승으로 인한 열수 광상으로 추정된다.

## 지역별 암상

### 태백시,삼척시,봉화군
홍제사 화강암은 넛재 지역에서 시작해 봉화군 석포면, 삼척시 가곡면 (삼척시) 풍곡리, 태백시 철암동 동부와 동점동 남부에 분포하는데 동점동 지역에서는 황지천 하상에 장산 규암층과 부정합 경계가 드러나 있다. 장성 지질도폭(1967)에 의하면 특징적인 청회색 내지 암회색 장석(미사장석)을 다량 포함하여 암석이 전체적으로 청회색을 띤다. 홍제사 화강암은 조립질이고 부분적으로 엽리가 발달하며 원남층군 원남층 및 율리층군을 관입하는 부분에서는 주입편마암화되어 있다.
삼척시 도계읍 신리 543, 신리 너와집 맞은편 하천(북위 37° 11′ 13.63″ 동경 129° 08′ 04.36″ / 북위 37.1871194°  동경 129.1345444° )에 홍제사 화강암이 드러나 있다. 부분적으로 유동 구조를 보인다.
봉화군의 홍제사 화강암
- 홍제사 화강암, 봉화군 석포면 석포리 지방도 제910호선 도로변
북위 37° 03′ 35.7″ 동경 129° 02′ 51.8″ / 북위 37.059917°  동경 129.047722°
- 홍제사 화강암, 봉화군 석포면 석포리 지방도 제910호선 도로변
북위 37° 03′ 33.3″ 동경 129° 02′ 59.0″ / 북위 37.059250°  동경 129.049722°

석개재의 홍제사 화강암 표본

### 울진군
울진군 내에서 응봉산(999 m), 울진군 북면 사계리와 상당리, 덕구온천 일대에 분포하며 죽변 지질도폭(1993)에 의하면 (암)회색을 띠는 장석과 석영을 함유한다. 모드 분석결과는 화강암에 속하나 상당 부분이 화강편마암에 속하며 정확한 모드명은 반상변정질복운모 화강섬록암 내지 화강암이다. 홍제사 화강암은 많은 페그마타이트질 암맥에 의해 관입당했는데 이 암맥은 불규칙적으로 관입해 있고 수~수십 센티미터 규모로 작으며 구성 광물이 홍제사 화강암과 유사해 홍제사 화강암보다는 나중에 형성되었지만 홍제사 화강암과 동일 기원의 마그마로부터 형성된 것으로 추정된다. 페그마타이트 내 백운모의 칼륨-아르곤 연대 측정 결과는 1,754±53 Ma (고원생대 스타테로스기)이다.

## 같이 보기
- 한국의 화강암
- 분천화강편마암
- 원남층군
- 율리층군
- 태백시의 지질
- 삼척시의 지질
- 봉화군의 지질
- 울진군의 지질